# I Married a Strange Person!
I Married a Strange Person! és una pel·lícula independent d’animació per adults de comèdia estatunidenca del 1997 dirigida per Bill Plympton.

## Argument
Quan comença la pel·lícula, un ocell marró en vol s'enamora d'un ocell blau i comencen a aparellar-se a l'aire. Després de passar a través d'un núvol, cauen en picat i finalment xoquen amb una antena parabòlica a la part superior d'una casa que pertany al senyor Grant Boyer; llavors, Grant és colpejat per un raig d'energia misteriosa. Poc després, i ara casat amb una dona anomenada Keri, comença a manifestar-se en Grant un poder estrany que sembla afectar de manera salvatge l'estat de la realitat, les persones i els objectes basats en els seus capricis, somnis i imaginació. Això espanta la seva dona Keri mentre intenten fer l'amor, i aviat tots dos viatgen a casa dels seus pares per sopar mentre discuteixen aquest problema amb la seva mare. Els seus pares expressen que van aprovar el matrimoni de la seva Keri amb Grant, i al sopar els poders de Grant són infligits a la mare i al pare de Keri a través d'insectes i instrumentació musical mentre Grant inicia un ball amb la seva dona confusa.
A continuació, ens presenten una empresa de radiodifusió anomenada Smilecorp, que necessita desesperadament qualificacions més altes. Dirigida per un home afamat de poder anomenat Larson P. Giles, procedeix a demostrar la seva crueltat militant contra treballadors del seu programa de televisió mitjançant l'ús del seu subordinat sàdic: el coronel Ferguson. De tornada a casa de Grant, veu com el seu veí del costat Bud Sweeny talla la gespa i procedeix a ajudar l'herba antropomorfitzant-la; després l'herba intenta eliminar Bud amb la seva pròpia segadora, tot i que Grant el salva, transforma la segadora en una eruga gran i simpàtica. Mentre Grant es queda perplex pel que va fer i va presenciar, Bud corre a casa seva per trucar al popular Jackie Jason Variety Show i informar-los dels poders sorprenents de Grant. Mentrestant, Keri Boyer menteix plorant i preguntant-se pel seu marit, tot i que quan Grant intenta consolar-la sobre la naturalesa duradora del seu amor, Keri es posa sobrepès amb arrugues temporalment. Després de recuperar-se, procedeixen a fer l'amor, encara que Keri es sent cada cop més frustrada per la incapacitat de Grant per controlar els seus poders salvatges, afectant-la durant tota l'escena.
Més tard, Grant es prepara per a una aparició al Jackie Jason Show, compartint vestidor amb un còmic abans llegendari però ara en declivi anomenat Solly Jim; Grant confia a Solly que la seva dona Keri pot deixar-lo a causa de la seva estranya condició i l'enrenou que ha causat. Solly surt primer però ho fa força malament amb el seu acte; llavors es demostra que un cop com un ebullició a la part posterior del coll de Grant és la font de les seves habilitats caòtiques. Després de salvar l'acte de Solly, l'humorista li dona a Grant la seva targeta de visita i la seva adreça, oferint els seus futurs serveis en agraïment per la seva ajuda, tot i que mentre Grant entra al plató, un assistent li cobreix el forúncul amb un embenat que impedeix que s'utilitzin els seus poders. Després de lluitar durant un temps, l'embenat cau provocant que una immensa quantitat de poder de Grant destrueixi parcialment l'estudi. Aquest esdeveniment augmenta molt les qualificacions de Jackie Jason Show i també crida l'atenció de Smilecorp i del seu líder Larson P. Giles. Larson mana al seu coronel. Ferguson per tornar-li viu a Grant Boyer, molt en detriment del coronel.
De tornada a casa, la dona de Grant, Keri, s'ha allunyat d'ell per pensar en la seva vida; és en aquest moment que el col. Fergsuon arriba amb tancs Smilecorp i infanteria per capturar-lo. Mentrestant, Larson ha deduït a través de l'observació i els raigs X de Grant que un estrany feix de llum, reflectat per l'antena parabòlica doblegada a la part superior de la seva casa i diversos altres objectes a la seva propietat, havia creat l'ebullició a la part posterior del seu coll quan els dos ocells el van colpejar a l'inici de la pel·lícula. Larson busca aprofitar i controlar aquest poder, tot i que Grant aconsegueix eludir els captors de Smilecorp amb els seus poders i amb l'ajuda de l'amistosa eruga d'abans. Mentrestant, el coronel Ferguson s'ocupa del seu fracàs i de la nova transformació rèptil que Grant va posar en marxa per ajudar-lo a escapar.
Mentre Keri se'n va a casa dels seus pares amb el coronel Ferguson perseguint-lo, Grant busca refugi a casa de l'humorista Solly Jim per demanar ajuda. No obstant això, Solly Jim el traeix i informa al coronel de la seva ubicació, encara que a casa dels seus pares la Keri s'assabenta de la situació del seu marit i enganya el coronel perquè li reveli la ubicació de Grant. Els seus soldats la persegueixen, però ella aconsegueix escapar a la recerca d'ajudar Grant. De tornada a Smilecorp Solly demana que Larson P. Giles el premii per la captura de Grant, però acaba en un enfrontament entre Larson, Ferguson i Smiles (una mascota de Smilecorp TV). Solly els enganya a tots i s'imposa, eliminant l'ebullició de Grant amb la intenció d'implantar el fragment cerebral (una poderosa extensió del lòbul de Grant) al seu propi coll per convertir-se en el còmic més gran viu. L'ebullició sembla rebutjar-lo, però, i el divideix per la meitat causant-li la mort. Aleshores, Ferguson s'emporta el lòbul per si mateix i se l'implanta al coll per restaurar la seva forma humana i atorgar al seu cos un poder militar incalculable. El lòbul aviat el rebutja i el mata també, encara que Keri Boyer enganya a Larson disfressada d'infermera i fuig tant amb el forúncul com amb el seu marit.
Estavellant-se per una finestra amb Grant en una cadira de rodes i sota el foc d'una metralladora, Keri fabrica un paracaigudes per aterrar amb seguretat mentre li confessa els seus veritables sentiments. Quan el paracaigudes es fa malbé, l'eruga amiga (ara una papallona) els deixa caure amb seguretat en un descapotable vermell. Després que Grant i Keri derrotin diverses forces més de Smilecorp, Larson allibera un nou tanc massiu i poderós per acabar amb ells. Una vegada més, però, la papallona acudeix en ajuda de Grant i deixa caure un soldat boig a la part superior de la torreta del tanc; això fa que el tanc destrueixi l'edifici Smilecorp (que al seu torn cau sobre el tanc, destruint-lo), cosa que permet a Grant i Keri escapar.
Just quan tot sembla anar bé, Larson i Smiley acaben aterrant (de l'explosió a Smilecorp) al cotxe de Grant demanant el lòbul una vegada més a punta de pistola. El cotxe s'estavella, però Larson i Smiley aconsegueixen recuperar el lòbul de Keri, instal·lant-lo al coll. Aleshores, la cara de Larson apareix a totes les pantalles de televisió de tot el món, després d'haver obtingut el control total de les comunicacions globals. Tot i això, sorgeix una complicació quan el cap d'en Larson s'infla en un globus, aixecant tant ell com la mascota Smiley a l'aire, de la mateixa manera que els dos ocells amorosos d'anterior passen volant i travessen el cap inflat d'en Larson, fent-lo explotar violentament. Després d'això, passa un gos i consumeix el furuncle de la terra; això li atorga la capacitat de crear ossos massius del cel per al seu propi gaudi. Keri i Grant, ara un senyor i una senyora Boyer revifats, se'n van a casa per tornar a fer l'amor; no obstant això, Keri, al final, comença a mostrar indicis que podria haver guanyat alguns poders de Grant després de passar tant de temps amb ell.

## Repartiment
- Charis Michelsen com a Keri Boyer (veu) (com a Charis Michaelson)
- Tom Larson com a Grant Boyer (veu)
- Richard Spore com a Larson P. Giles (veu)
- Chris Cooke com a coronel. Ferguson (veu)
- Ruth Ray com la mare de Keri (veu)
- J.B. Adams com el pare de Keri (veu)
- John Russo Jr. com Bud Sweeny (veu)
- Jennifer Senko com a Smiley
- John Holderried com a Jackie Jason
- Etta Valeska com a model de vídeo sexual (veu)
- Bill Martone com a locutor